# Académico do Aeroporto
No confundir con el Académica
El Académica do Sal es un equipo de fútbol de Cabo Verde que juega en campeonato regional de Sal, una de las ligas regionales que conforman el fútbol del país.

## Historia
Fue fundado en el año 1966 en la localidad de Espargos, en la isla de Sal con el nombre Associação Académico do Aeroporto y han ganado el campeonato caboverdiano de fútbol en una ocasión en 2003 al vencer en la final 6-3 en el marcador global a FC Ultramarina. En el año 2009 fue finalista de la Copa Caboverdiana de Fútbol
A nivel regional es el equipo más laureado de la isla al haber ganado 14 títulos de liga y 4 copas.

### Años 2000
Durante esta década el club consigue su mayor logro, vencedor del campeonato nacional y fue finalista de copa. A nivel regional consigue seis títulos de liga, cuatro copas, tres torneos de apertura y una supercopa.

### Años 2010
La buena racha continua consiguiendo cinco ligas regionales y dos subcampeonatos, cuatro supercopas, cuatro torneos de apertura.

## Escudo
El escudo está basado en el equipo portugués del Académica de Coimbra, con pequeñas diferencias, en lugar de la torre de la universidad, se sitúa la torre de control del aeropuerto, y se cambia las iniciales AAC por AAS.

## Estadio
El Académico do Aeroporto juega en el estadio Marcelo Leitão, el cual comparte con el resto de equipos de la isla, ya que en él se juegan todos los partidos del campeonato regional de Sal.
En el año 2015 el club abre una ciudad deportiva con campo de fútbol de césped artificial, gimnasio, piscina, auditorio y salón multiusos.

## Palmarés
- Campeonato caboverdiano de fútbol: 1

2003
- Copa Caboverdiana de Fútbol: 0
  - Finalista: 1

2009
- Campeonato regional de Sal: 15

1985-86, 1987-88, 1994-95, 2001-02, 2002-03, 2003-04, 2005-06, 2006-07, 2007-08, 2009-10, 2010-11, 2012-13, 2014-15, 2015-16 y 2016-17
- Copa de Sal: 4

2002, 2006, 2007, 2009
- Supercopa de Sal: 6

2009, 2011, 2013, 2015, 2016, 2017
- Torneo de Apertura de Sal: 7

2004, 2005, 2008, 2009, 2010, 2012, 2014

## Jugadores

### Jugadores internacionales
- Devon
- Hernâni Martins

## Otras secciones y filiales
El club dispone de un equipos de balonmano, baloncesto, voleibol y atletismo.